# Norops bouvierii
Norops bouvierii este o specie de șopârle din genul Norops, familia Polychrotidae, descrisă de Bocourt 1873. Conform Catalogue of Life specia Norops bouvierii nu are subspecii cunoscute.